# Мбонг, Пол
Пол Мбонг (мальт. Paul Mbong; 2 сентября 2001, Марсаскала) — мальтийский футболист, нападающий клуба «Чукарички» и сборной Мальты.

## Биография

### Клубная карьера
Профессиональную карьеру начинал в клубе «Биркиркара», в составе которого дебютировал в чемпионате Мальты 8 марта 2019 года в матче против «Таршин Рэйнбоус», в котором вышел на замену на 81-й минуте. Всего в дебютный сезон сыграл 3 матча.

### Карьера в сборной
За основную сборную Мальты дебютировал 3 сентября 2020 года в матче Лиги наций УЕФА против сборной Фарерских островов, появившись на замену на 71-й минуте вместо Юргена Дегабриэле.

## Личная жизнь
Двое его братьев Джозеф (р. 1997) и Эммануэль (р. 1998) являются футболистами. Футболистом также был их отец, нигериец Эссьен Мбонг (1975—2013).